# Christoph Schößwendter
Christoph Schößwendter (Zell am See, 16 luglio 1988) è un ex calciatore austriaco, di ruolo difensore.